# جون أولين
جون أولين (بالفنلندية: Johan Olin)‏ هو مصارع رياضي فنلندي، ولد في 30 يونيو 1883 في فيهتي في فنلندا، وتوفي في 3 ديسمبر 1928 في Ingå ‏ في فنلندا.

## وصلات خارجية
- جون أولين على موقع قاعدة بيانات المصارعة الدولية (الإنجليزية)
- جون أولين على موقع أوليمبيديا (الإنجليزية)